# 沙拉骨
沙拉骨是香港一道小菜，做法是先將排骨以酥炸方式煎炸至金黃色，然後使用蛋黃醬及煉奶調配煮成沙拉醬，再將醬汁與經過酥炸的排骨拌勻，讓醬汁「掛」在肉排上。雖然香港通常將「沙拉」稱為「沙律」，但這道菜式甚少被稱為「沙律骨」。
香港一名稱為「容哥」的廚師聲稱沙拉骨是由他所創，並指是因為他在擔任菲律賓前總統馬可斯的大廚期間，總統夫人「沙拉」喜歡這道菜式，故以她的名字命名。然而，馬可斯夫人的名稱應為艾美黛（Imelda R. Marcos），並無「沙拉」的稱號。另有指「沙拉」其實是指英國約克公爵夫人「莎拉·佛格森」（Sarah, Duchess of York），是公爵伉儷訪問菲律賓期間「容哥」創作而深得莎拉喜愛的菜式。

## 類似菜式
- 生炒骨
- 京都骨
- 糖醋排骨